# Hyphessobrycon isiri
Hyphessobrycon isiri is een straalvinnige vissensoort uit de familie van de karperzalmen (Characidae). De wetenschappelijke naam van de soort is voor het eerst geldig gepubliceerd in 2006 door Almirón, Casciotta en Körber.
De soort leeft in het stroomgebied van de Uruguayrivier. Het holotype werd in de Argentijnse provincie  Entre Ríos verzameld.